# Finlayson Lake
Der Finlayson Lake ist ein See im kanadischen Yukon-Territorium.

## Lage
Der 19 km² große See liegt knapp 100 km östlich von Ross River auf einer Höhe von etwa 900 m. Der Finlayson Lake hat eine Länge in WNW–OSO-Richtung von 14,3 km sowie eine maximale Breite von 2,2 km. Der Finlayson River entwässert den See an dessen östlichem Seeende zum Frances Lake. Die nordamerikanische kontinentale Wasserscheide verläuft unweit des westlichen Seeufers.
Der Robert Campbell Highway führt auf seiner Strecke von Watson Lake nach Ross River entlang dem südlichen Seeufer. 3 km südlich des Sees befindet sich der Flugplatz Finlayson Lake Airport.

## Namensgebung
Eine von Robert Campbell geführte Expedition der Hudson’s Bay Company (HBC) erreichte 1840 den See. Campbell benannte den See nach Duncan Finlayson, ein Mitglied der Geschäftsführung der Hudson’s Bay Company.

## Seefauna
Im See kommen u. a. folgende Fischarten vor: Amerikanischer Seesaibling, Arktische Äsche, Hecht und Heringsmaräne.